# Morwenna Banks
Morwenna Banks (nascida em 14 de janeiro de 1964) é uma atriz, escritora e produtora córnica.
Banks é mais conhecida no Reino Unido por fazer parte do elenco da série de comédia Absolutely, do britânico Channel 4, onde a sua personagem era uma estudante que sentava-se no topo do que aparentava ser (mas não era) uma mesa alta para dar a impressão de que ela era pequena.
Ela apareceu em diversos episódios da série Sabrina, the Teenage Witch; e interpretou também o personagem de "Tess" (ao lado de atores como Vic Reeves e Bob Mortimer) em Catterick,  uma série de comédia da BBC, em 2004.
A estreia de Banks na televisão foi nos Estados Unidos em 8 de abril de 1995, quando ela se tornou membro do elenco de Saturday Night Live. Banks é a terceira pessoa do elenco de SNL que nasceu fora dos Estados Unidos. Banks abandonou o SNL após quatro episódios, fazendo com que ela se tornasse uma das pessoas que menos tempo durou no elenco.
Banks também emprestou a sua voz a Clare Feeble, no desenho Stressed Eric; fez também a voz de Mummy Pig (na série infantil Peppa Pig); um cachorro no primeiro episódio da comédia animada Rex the Runt e também para um computador em Hyperdrive, um seriado televisivo da BBC. Fez também a voz das bruxas em "Meg and Mog" (uma série infantil da CITV em 2003); para "Ping Pong" no desenho "Rupert Bear"; para "Guinevere" em "King Arthurs Disasters" (também da CITV) e é uma voz adicional no jogo Dragon Quest VIII do PlayStation 2.
Morwenna Banks escreveu, produziu e apareceu no filme britânico "The Announcement", em 2001. Ela fez a personagem de Anthea Stonem na famosa série Skins, do canal inglês E4. Em 2007, ela apareceu na série de TV Ruddy Hell! It's Harry and Paul. Ela apareceu também em Saxondale (uma série de comédia da BBC), onde interpreta a recepcionista Vicky.
Em 2009, Banks usou a sua habilidade como impressionista para fazer uma série de vídeos da web para a "Celebrities STFU", também da BBC. Cada vídeo mostra Banks, fantasiada e maquiada, incorporando celebridades como Lady Gaga, Noel Gallagher, Susan Boyle, Pixie Lott, Jools Holland e Duffy.
Banks é casada com David Baddiel. Eles têm dois filhos, ambos nascidos em Westminster, Londres: Dolly Loveday (nascido em 2001) e Ezra Beckett (nascida em 2004).